# VII район (Турку)
VII район (фин. VII kaupunginosa, швед. VII stadsdel) — один из центральных районов города Турку, входящий в Центральный территориальный округ.

## Географическое положение
Район расположен на западном берегу реки Аурайоки, между улицами Ауракату (фин. Aurakatu) и Пуйстокату. Граничит с VI районом, прилегая к торговой площади.

## Достопримечательности
На территории VII района расположены: центральный железнодорожный вокзал, городской рынок и торговый комплекс Hansa. Из архитектурных строений примечательны построенная в 1906 году в стиле югенд церковь адвентистов Бетел, а также выполненный с стеле функционализма комплекс зданий католического прихода.
Из учебных заведений в районе расположено здание классического лицея и двух городских школ.

## Население
В 2007 году в районе проживало 8 877 человек.
В 2004 году население района составляло 8 749 человек, из которых дети моложе 15 лет составляли 5,06 %, а старше 65 лет — 22,53 %. Финским языком в качестве родного владели 89,04 %, шведским — 8,66 %, а другими языками — 2,30 % населения района.